# Claus von der Decken (Politiker, 1742)

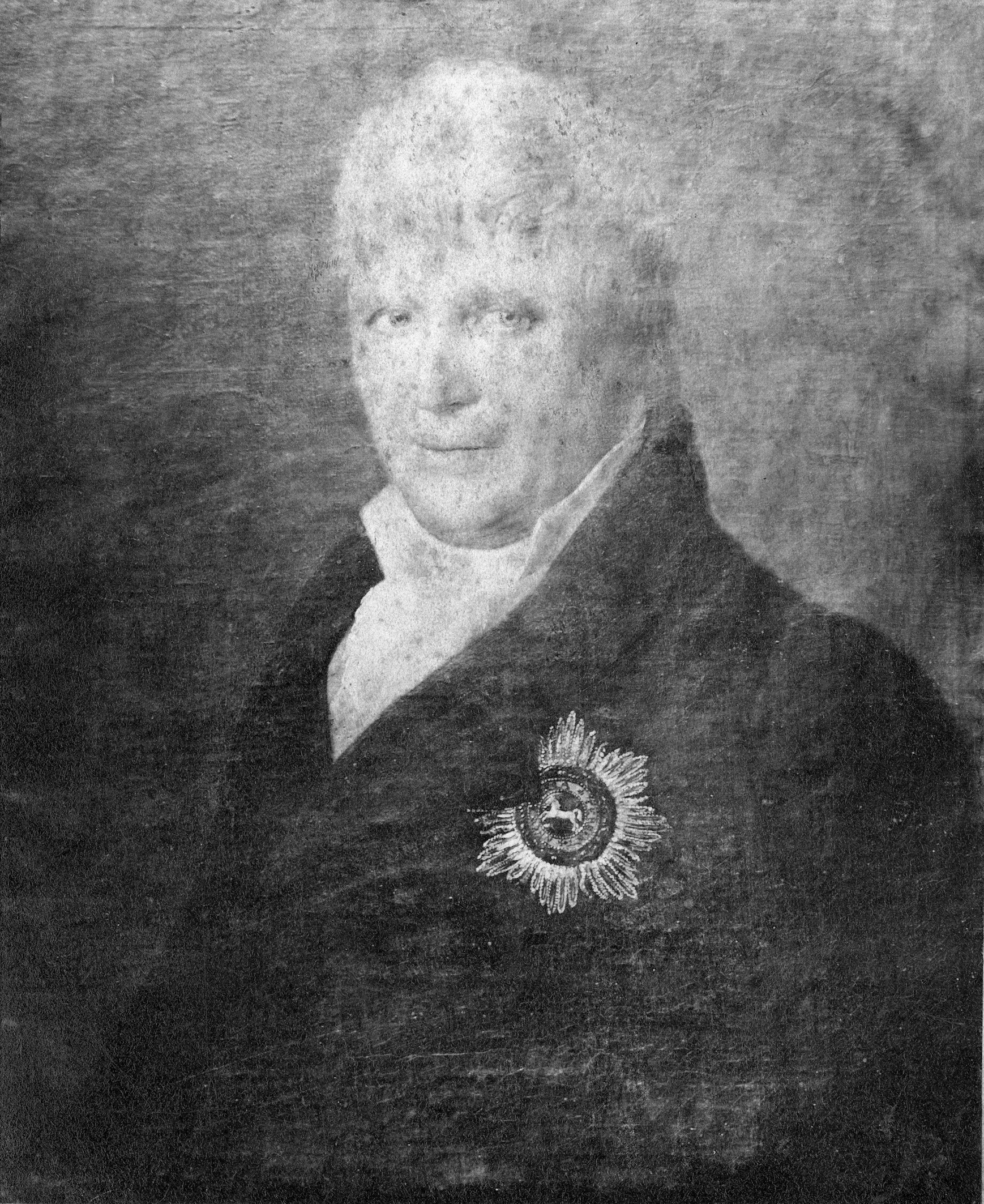
Minister Claus von der Decken mit Guelphen-Orden Gemälde

Claus von der Decken (auch: Klaus von der Decken;* 5. Januar 1742 in Rittershausen; † 10. Juli 1826 in Hannover) war ein deutscher Jurist sowie hannoverscher Staats- und Kabinettsminister.

## Leben

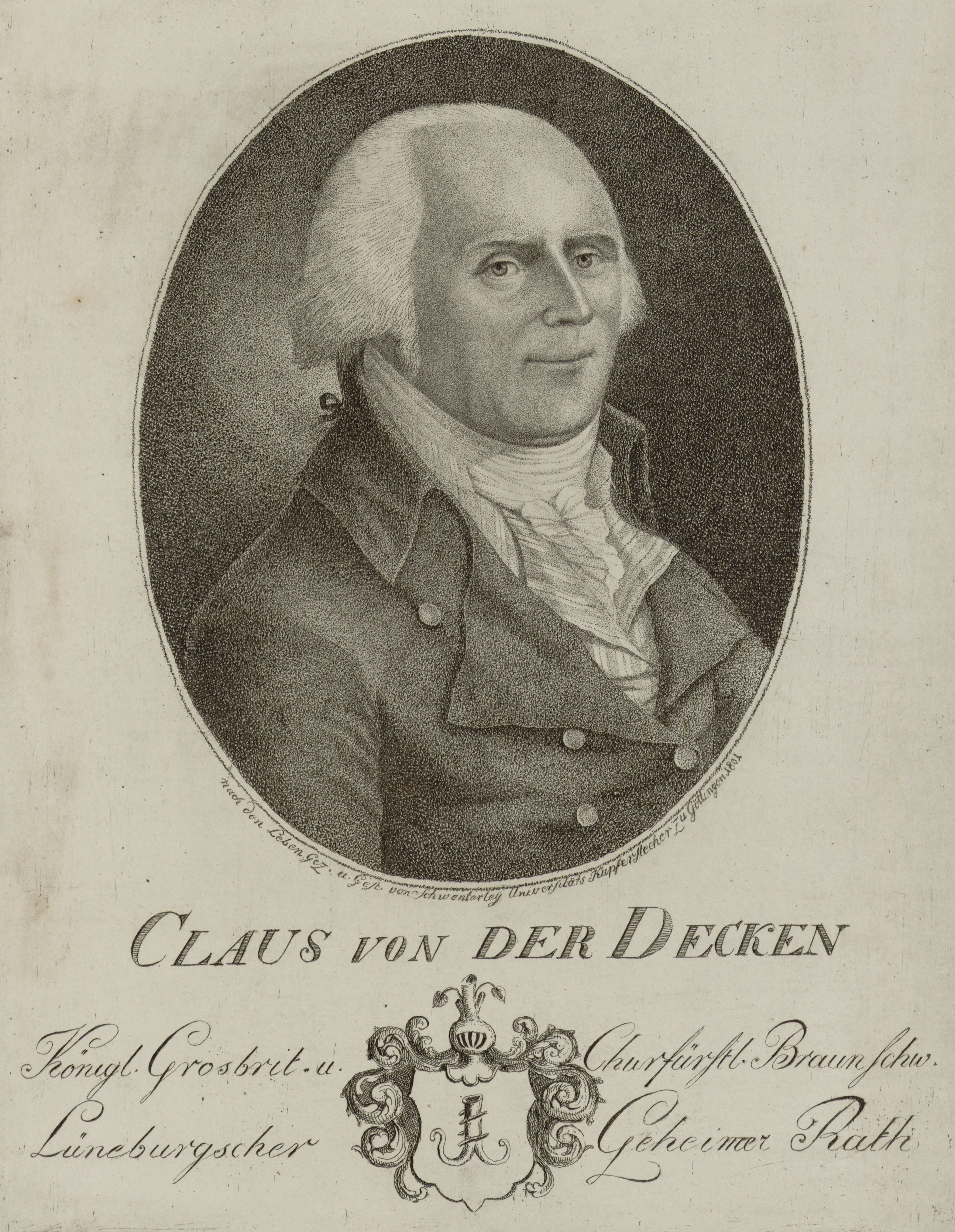
Brustbild Claus von der Decken als Königlich Großbritannisch und Kurfürstlich Braunschweig-Lüneburgischer Geheimrat über seinem Familienwappen;
Lithographie mit Kupferstich von Heinrich Schwenterley, datiert 1801, also vor der Ernennung zum Minister

Seine Eltern waren der Drost und Landrat Klaus Benedikt von der Decken (1704–1775) und Sophie Julia (1715–1749), eine Tochter des Benedix Georg Bremer (1686–1754).
Klaus von der Decken studierte in Kiel, Helmstedt und 1763 Göttingen; in Göttingen ist er als Mitglied des Studentenordens Amicitia et Concordia nachgewiesen. Nach einer Karriere in Stade (1764 bis 1772 im Justizdienst), wurde von der Decken zunächst Kurator der Universität Göttingen.
1779 heiratete er Wilhelmine Charlotte Juliane Sophie von Hanstein (1757–1798). Im September 1798 hatte Wilhelmine eine totgeborene Tochter, das zehnte Kind. Die Mutter starb kurz danach im Oktober.
Ihr Sohn Friedrich von der Decken, der hannoversche Regierungsrat wurde in die Mecklenburgische Abgeordnetenversammlung gewählt.
Ihre Enkel waren Julius von der Decken auf Gut Melkof und dessen Bruder Carl Claus von der Decken der Afrikaforscher.
1798 wird Claus von der Decken zweiter Ehrenbürger von Hannover für seine Dienste im Kurfürstentum Braunschweig-Lüneburg.
1800 heiratete der spätere Minister in zweiter Ehe Juliane Philipine von Eickstedt-Peterswaldt (1742–1824).
1803 wurde von der Decken Minister des Kurfürsten von Braunschweig-Lüneburg, Georg III., des späteren Königs von Hannover. Er leitete in der Landesregierung das Brem- und Verdensche, Hadelnsche, Lauenburgische und Bentheimsche Departement (1776 bis 1807 und 1813 bis 1823), das für die nicht inkorporierten aber in Personalunion mit Hannover regierten Reichsstände zuständig war. Der in seine Amtszeit fallenden Politik der Restauration stand er angeblich kritisch gegenüber, trat aber für keine andere ein.

## Landwirtschaftlicher Besitz

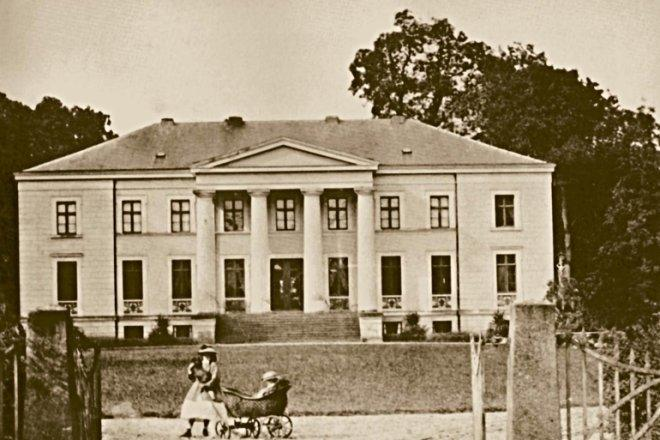
Schloss Melkof, 1865

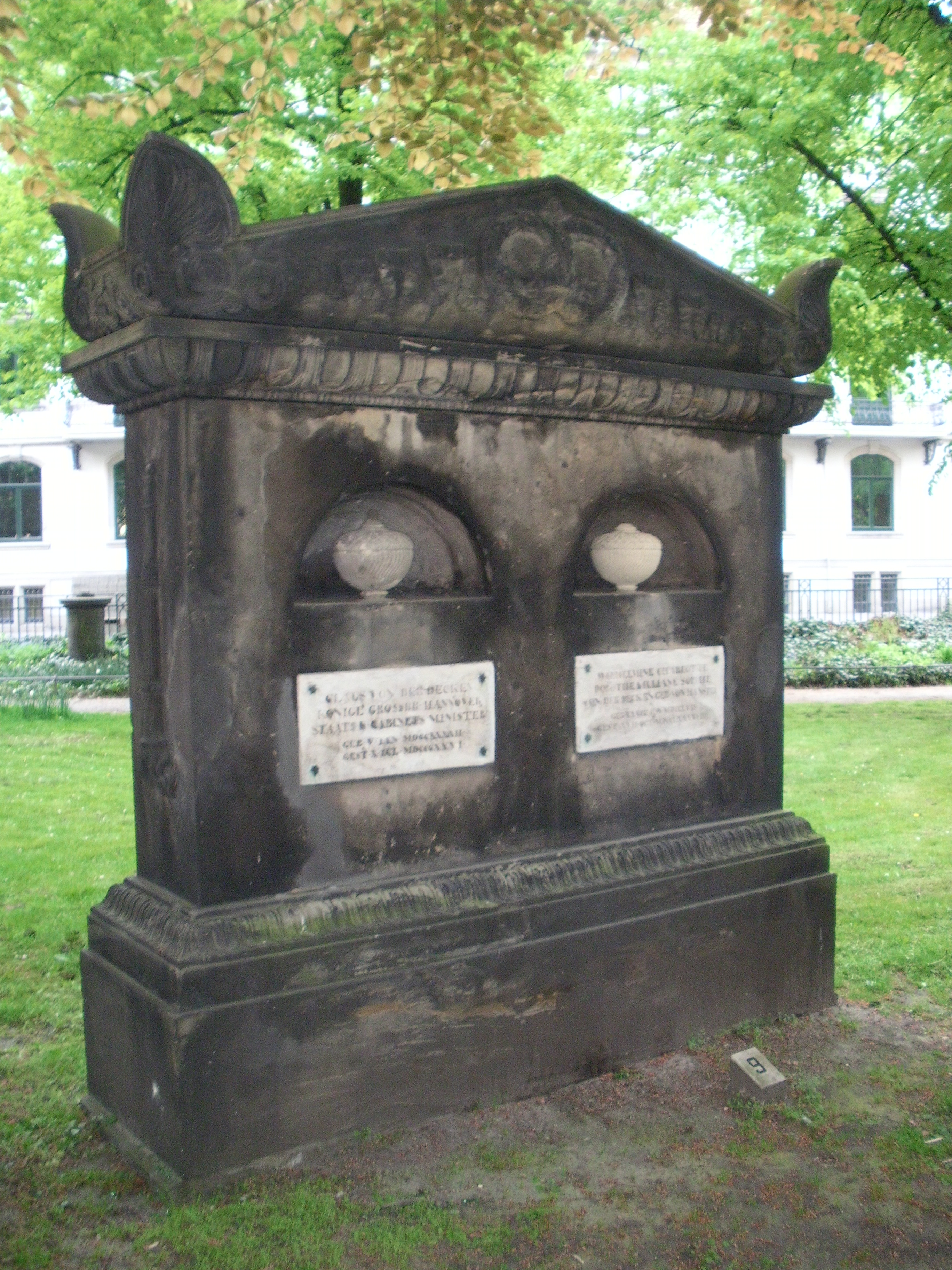
Grabmal des Ministers und seiner ersten Frau, Dorothea v. Hanstein auf dem Gartenfriedhof in Hannover

Der Minister erwarb 1819 das Gut Melkof bei Vellahn im Landkreis Ludwigslust-Parchim in Mecklenburg. Die Höfe der Nachbardörfer Langenheide (südlich von Melkof) und Jesow (nördlich von Melkof) kaufte der Minister gleichzeitig.
Dem Minister gehörten weitere Höfe in Kehdingen: Rittershausen, Feldhof, Drochtersen, Wischhof und bei Ratzeburg westlich vom heutigen Elbe-Lübeck-Kanal: Klein Berkenthin.
1852 erhielt der Afrikaforscher Carl Claus von der Decken als Erbe und Enkel des Ministers als 1817 versprochene Dotation das Gut Eickhof bei Liebenau im Landkreis Nienburg/Weser. Die Erben des Afrikaforschers veräußerten das Gut Eickhof 1869 an die Familie von Kalm. 1900 wurde es dann an die Familie v. Eickhof gen. Reitzenstein verkauft. Seit 2006 ist das Schloss Eickhof im Forst Eickhof ein Zen-Kloster.

## Schriften
- Unsere [et]c. Es ist bey einigen in den letzten Jahren dort vorgefallenen, untersuchten und bestraften Duellen vorgenommen, daß Studirende sich ohne Secundanten geschlagen haben, und in den Duellen die Gegner vorzüglich bemühet gewesen sind, sich Wunden in dem Gesichte zu versetzen / Königlich-Großbritannische zum Churfürstl. Braunschw. Lüneb. Staats-Ministerio verordnete Geheime-Rathe. Aus dem Universitäts- und Schul-Departement, Hannover: [Verlag nicht ermittelbar], 1803[12]